# Zvonice v Nedašově Lhotě
Roubená zvonička ve stylu lidové architektury z roku 1867 stojí v centru obce Nedašova Lhota v okrese Zlín. Je kulturní památkou České republiky.

## Popis
Zvonička z roku 1867 je situována na svahu nad kaplí v centru obce Nedašova Lhota. Je typickou stavbou lidové architektury v oblasti.
Zvonička je samostatně stojící roubená dřevěná stavba postavena na půdorysu obdélníku se sedlovou střechou. Přes střechu prochází rozsocha se zavěšeným zvonem nad nímž je malá kuželová střecha. V roce 2021 byla zvonička opravena za finanční pomoci Zlínského kraje. Byla nově pokryta štípaným šindelem, vyměněny dveře, nahrazeno bednění štítů a opraven krov.